# CyberEdu
CyberEdu est une association qui fournit un programme de sensibilisation à la sécurité informatique. CyberEdu est créé à la suite d'un marché public passé entre l'Agence nationale de la sécurité des systèmes d'information (ANSSI), l'Université européenne de Bretagne et l'entreprise Orange.

## Historique
Le programme en sécurité informatique CyberEdu est créé en 2013 à la suite de la publication du livre blanc concernant la Défense et la sécurité nationale. En octobre 2015, le premier ministre rappelle la pertinence du projet initié. Pour la rentrée universitaire de 2015, l'ANSSI distribue des malettes pédagogiques CyberEdu.
Entre 2014 et 2017, l'ANSSI organise 5 colloques pour présenter CyberEdu aux professeurs d'universités et chargés de programmes. Le 17 mai 2016, CyberEdu devient une association pour faciliter son ancrage dans les programmes scolaires. Au printemps 2017, CyberEdu lance un label de certification des enseignements en sécurité informatique,.
Fin 2017, CyberEdu s'associe à l'agence nationale pour la formation professionnelle des adultes (Afpa) pour former 4.000 spécialistes en sécurité informatique en 1 an. En 2019, le CESI fait valider deux de ses formations par CyberEdu, et l'Afpa totalise 47 formations en sécurité informatique avec CyberEdu.

## Description
Sous-titré « la sécurité par l'enseignement supérieur des NTIC », CyberEdu vise à « introduire les notions de cybersécurité dans l'ensemble des formations en informatique de France ». L'ANSSI propose ainsi des séminaires et supports de cours aux enseignants des futurs programmeurs, mais n'impose aucun critère d'évaluation ni ne délivre de diplôme,.
Bien que mené par le même organisme et traitant du même sujet, CyberEdu ne doit pas être confondu avec SecNumedu.